# Mitteilungen des Canal-Vereins
Die Mitteilungen des Canal-Vereins (abgekürzt MCV) waren eine deutsche geschichtswissenschaftliche Zeitschrift, die von Canal-Verein herausgegeben wurde.
In der Satzung des Vereins wurde „die Herausgabe einer wissenschaftlichen Reihe – Mitteilung des Canal-Vereins“ als eines der Mittel genannt, mit denen der Vereinszweck der „Förderung der Heimatkunde durch die Erforschung und Verbreitung von Kenntnissen über die Planung, Entstehung und Funktion der schleswig-holsteinischen Kanäle und Wasserstraßen sowie über die maritimen Probleme der Ost- und Nordseewelt in Vergangenheit und Gegenwart“ verfolgt wurde. Den Schwerpunkt innerhalb dieses weit gesteckten Rahmens von Bau-, Technik-, Verkehrs- und Landesgeschichte bildete dabei insbesondere die Geschichte des Eider-Kanals.
Die Zeitschrift erschien überwiegend im festen jährlichen Turnus, unterbrochen durch einige Doppelbände, die zuletzt nur einfach gezählt wurden, so dass in 39 Jahren insgesamt 27 Ausgaben (31 Bände) erschienen sind. Herausgeber waren Ernst Joachim Fürsen (Band 1–16), Manfred Jessen-Klingenberg (Band 1–10, 18–28), Carsten Müller-Boysen (Band 11–17), Jörn Meiners (Band 18–25) Jürgen Rohweder (Band 26–31), Jann Markus Witt (Band 28).
In der Summe enthalten die MCV, so wurde nach den ersten Bänden resümiert, „eine Fülle neuer und wichtiger Informationen zur Geschichte der schleswig-holsteinischen Kanäle“, sie fanden damit bald „ihren festen Platz unter den Perodica zur schleswig-holsteinischen Landesgeschichte.“